# Піонер (програма)

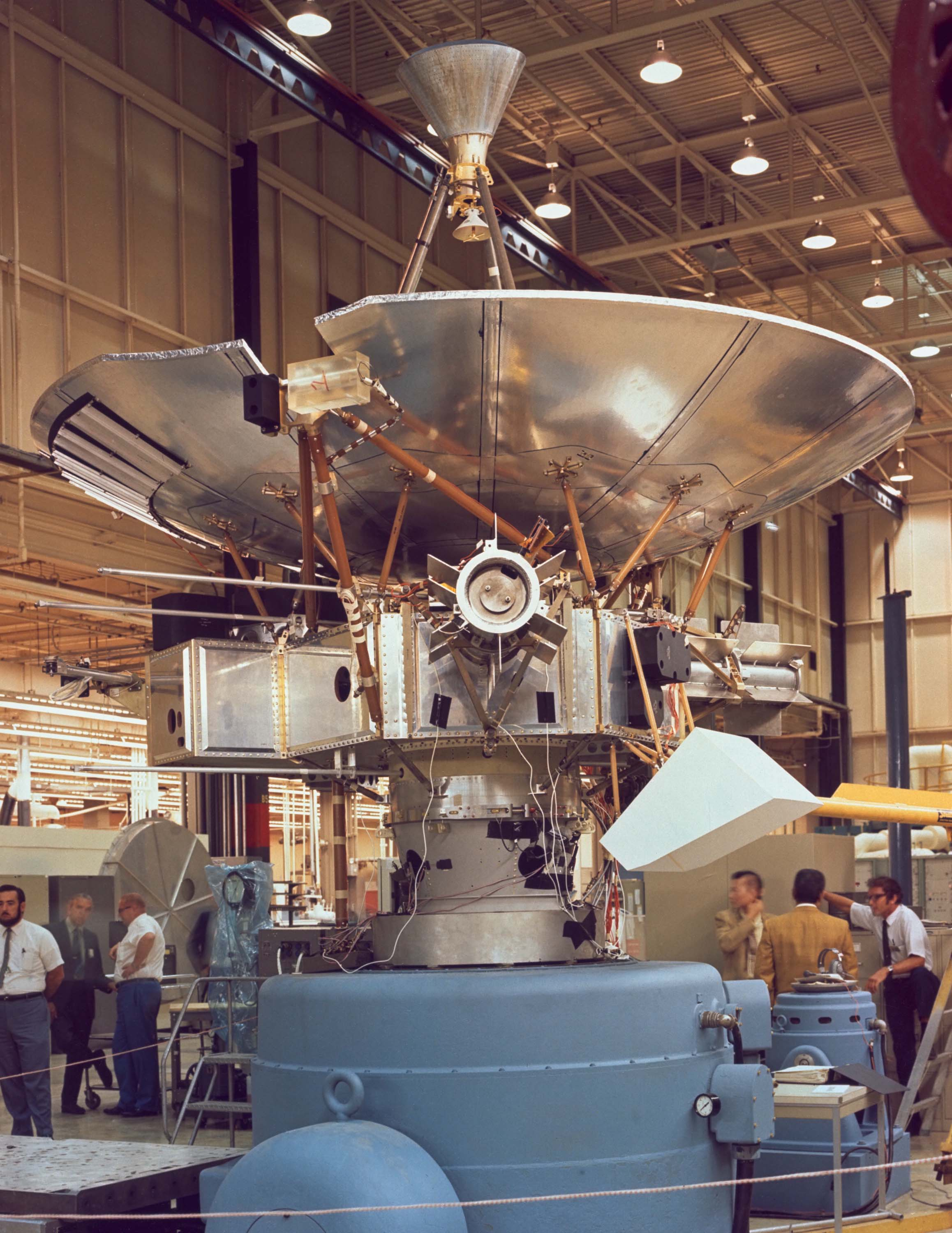
Космічний зонд «Піонер», піддається конструкції в 1971 році. «Піонер-10» і «Піонер-11» — найвідоміші космічні апарати в космічній програмі «Піонер» та перші космічні зонди, що відвідали зовнішні планети.

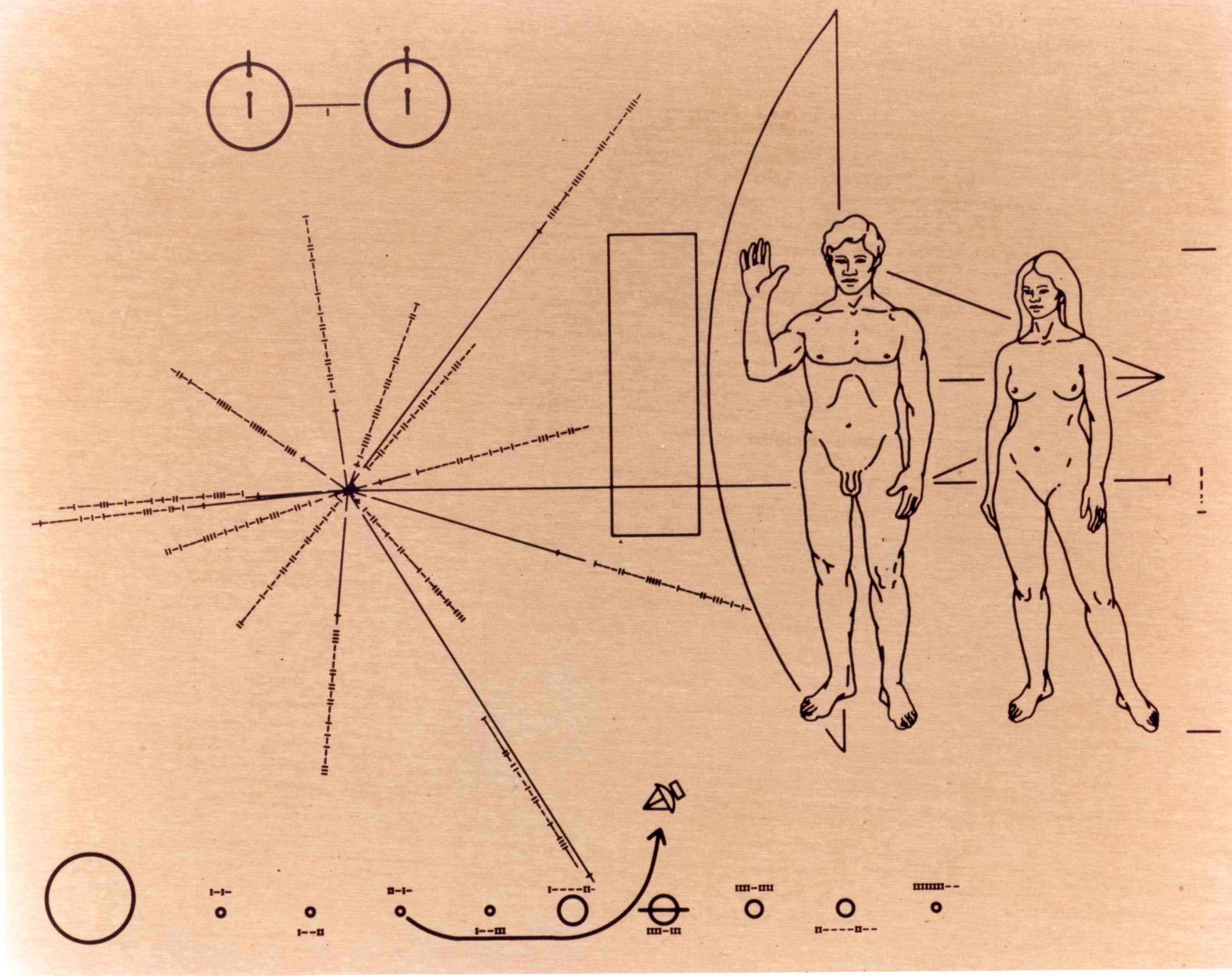
Пластинки «Піонера», які несуть на борту «Піонери» -10 і -11.

Програма «Піонер» (англ. Pioneer program) — американська космічна програма вивчення міжпланетного середовища і деяких небесних тіл⁣, яка складалася з двох серій місячних і міжпланетних космічних зондів.
У рамках першої серії, яка тривала з 1958 по 1960 рік, планувалося відправити космічний апарат на навколомісячну орбіту, але ця спроба закінчилася невдачею. Утім, один космічний апарат успішно пролетів повз Місяць, а інший дослідив міжпланетний простір між орбітами Землі та Венери.
У рамках другої серії, яка тривала з 1965 по 1992 рік, було запущено чотири космічні апарати для вимірювання міжпланетної погоди: два для дослідження Юпітера й Сатурна і два для дослідження Венери. Два зонди для дослідження зовнішніх планет, «Піонер-10» і «Піонер-11», стали першими з п'яти штучних об'єктів, які досягли другої космічної швидкості, завдяки чому вони покидають Сонячну систему, і мали на борту золоті пластинки із зображенням чоловіка й жінки та інформацією про походження і творців зондів на випадок, якщо їх колись знайдуть іншопланетяни.

## Назва
Назву першого зонда придумав Стівен Саліга (Stephen A. Saliga), призначений головним конструктором експонатів Повітряних сил США в Групі орієнтації ВПС на авіабазі Райт-Паттерсон. Під час брифінгу, на якому він був присутній, майбутній зонд описали як «космічний апарат з інфрачервоним сканувальним пристроєм, що обертається навколо Місяця». Саліга вважав, що назва занадто довга і не відповідає тематиці експоната. Він запропонував назвати зонд «Піонер», оскільки армія вже запустила і вивела на орбіту супутник «Експлорер», а її відділ зв'язків з громадськістю називав армію «піонерами космосу». На думку Саліги, ухваливши цю назву, Повітряні сили «зроблять квантовий стрибок у питанні про те, кого насправді слід вважати „піонерами“ космосу».

## Ранні місії
Найперші польоти являли собою спроби досягти швидкості виходу з орбіти Землі, просто щоб показати, що це можливо, і дослідити Місяць. Сюди входив перший запуск, здійснений НАСА, яка була утворена на базі колишнього НАКА (Національного консультативного комітету з повітроплавання). Ці польоти виконували Управління балістичними ракетами Військово-повітряних сил, Армія США та НАСА.
«Піонери» -0, -1 і -2 виводила в космос ракета «Тор-Ейбл». Метою цих польотів було фотографування Місяця. Усі три польоти були невдалими.

### Місячні зонди «Юнона II» (1958—1959)
«Піонери» -3 і -4 виводила в космос ракета «Юнона II»:
- «Піонер-3» — запущений 6 грудня 1958 року, проліт повз Місяць, не досяг Місяця через несправність ракети-носія.
- «Піонер-4» — запущений 3 березня 1959 року, проліт повз Місяць, досяг швидкості виходу з орбіти Землі.

### Подальші польоти (1965—1978)
Через п'ять років після завершення перших місій космічних зондів Able Дослідний центр НАСА Еймса використав назву «Піонер» для нової серії польотів, спочатку спрямованих на внутрішню частину Сонячної системи, а потім на проліт повз Юпітер і Сатурн. Хоча місії були успішними, вони надіслали набагато гірші зображення, ніж зонди програми «Вояджер» п'ять років по тому. У 1978 році, наприкінці програми, відбулося повернення до внутрішньої Сонячної системи з орбітальним апаратом «Піонер-Венера-1» та «Піонер-Венера-2» (Multiprobe), цього разу з виходом на орбіту, а не з пролітною місією.
Нові місії були нумерували, починаючи з «Піонер-6» (альтернативні назви в дужках).

### Міжпланетна погода
Космічні апарати місій «Піонер» -6, -7, -8 і -9 складали нову міжпланетну мережу космічної погоди:
- «Піонер-6»[3] («Піонер A») — запущений 16 грудня 1965 року.
- «Піонер-7»[4] («Піонер B») — запущений 17 серпня 1966 року.
- «Піонер-8»[5] («Піонер C») — запущений 13 грудня 1967 року.
- «Піонер-9»[6] («Піонер D») — запущений 8 листопада 1968 року (неактивний з 1983 року)
- «Піонер E» — втрачений через аварію ракети-носія 27 серпня 1969 року[7].

«Піонери» -6 і -9 перебувають на навколосонячних орбітах на відстані 0,8 а. о. від Сонця, тому їхні орбітальні періоди дещо коротші за земний. «Піонери» -7 і -8 перебувають на навколосонячних орбітах на відстані 1,1 а. о. від Сонця, тому їхні орбітальні періоди, навпаки, трохи довші, ніж у Землі. Оскільки орбітальні періоди зондів і Землі різні, час від часу «Піонери» опиняються з того боку Сонця, який не видно з Землі. Зонди можуть бачити певні ділянки Сонця за кілька днів до того, як обертання Сонця відкриє їх для наземних обсерваторій.

### Місії до зовнішньої частини Сонячної системи

Карта, на якій показано розташування та траєкторії космічних апаратів «Піонер-10» (синій), «Піонер-11» (зелений), «Вояджер-1» (фіолетовий) та «Вояджер-2» (червоний) станом на 4 квітня 2007 року.

Дослідженням зовнішніх областей Сонячної системи мали займатися апарати:
- «Піонер-10»[8] («Піонер F») — Юпітер, міжзоряне середовище, запущений у березні 1972 року. Пролетів повз Юпітер у грудні 1973 року. Основним його завданням було вивчення умов в околицях Юпітера та отримання фотографій планети. Останній сигнал від «Піонера-10» був отриманий 23 січня 2003 року.
- «Піонер-11»[9] («Піонер G») — Юпітер, Сатурн, міжзоряне середовище, запущений у квітні 1973 року. Пролетів повз Юпітер у 1974 році і продовжив політ. У 1979 році досяг Сатурна. У вересні 1995 року контакт з апаратом було втрачено[10].
- «Піонер H[en]»[11] — місія за межі екліптики, запропонована на 1974 рік. Мала використовувати запасні компоненти «Піонерів» -10 і -11. Не була запущена.

«Піонери» -10 і -11" — це найвідоміші апарати серії. Вони першими в історії космонавтики досягли третьої космічної швидкості, перетнули пояс астероїдів і почали досліджувати далекий космос.

### Проєкт «Піонер— Венера»
- Орбітальний корабель «Піонер — Венера» («Піонер-Венера-1», «Піонер-12»)[12] — запущений у травні 1978 року.
- Мультизонд «Піонер — Венера» («Піонер-Венера-2», «Піонер-13»)[13] — запущений у серпні 1978 року
  - Pioneer Venus Probe Bus — транспортний засіб і зонд для дослідження верхніх шарів атмосфери.
  - Pioneer Venus Large Probe — 300-кілограмовий зонд для скидання на парашуті.
  - Pioneer Venus North Probe — 75-кілограмовий зонд-імпактор.
  - Pioneer Venus Night Probe — 75-кілограмовий зонд-імпактор.
  - Pioneer Venus Day Probe — 75-кілограмовий зонд-імпактор.

## Список запусків

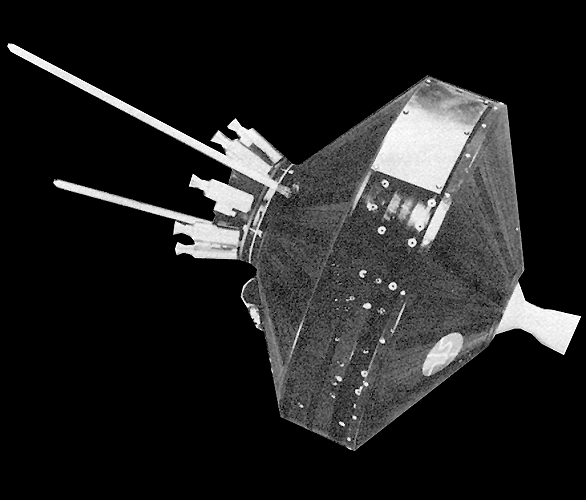
«Піонер-2»

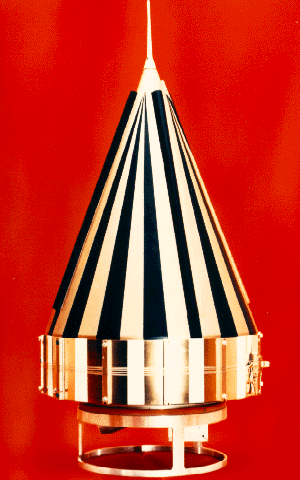
Автоматична міжпланетна станція «Піонер-3»/«Піонер-4».

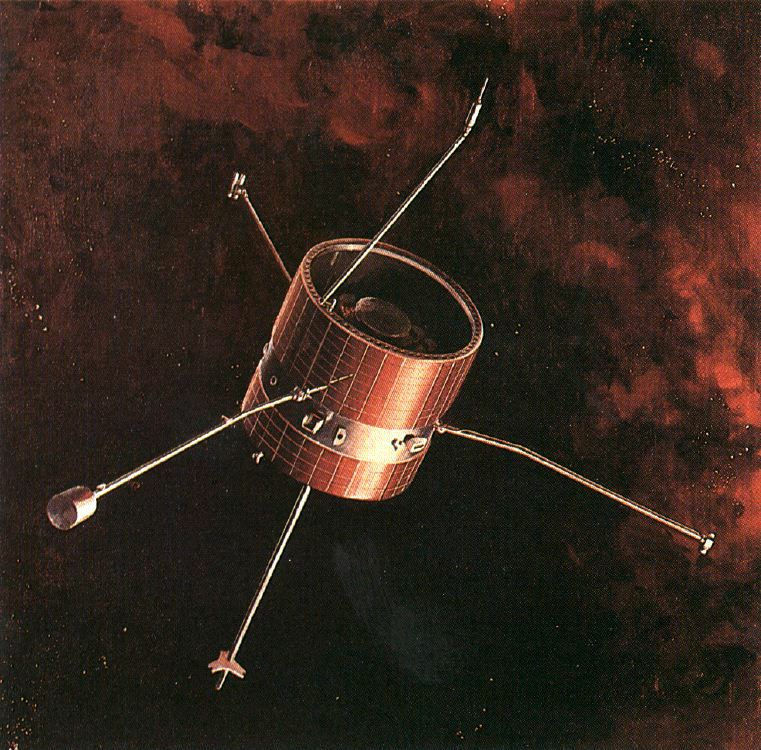
Концепція художника космічного зонда «Піонерів» 6—9.

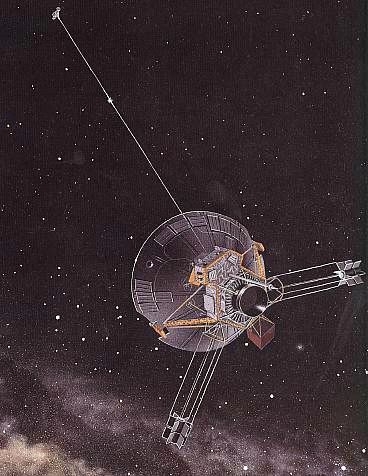
Концепція художника космічного зонда «Піонер-10» і «Піонер-11» («Піонер H», «Піонер-12»).

| Апарат                                          | Дата запуску | Ракета-носій    | Мета польоту                                                                              | Результат |
| ----------------------------------------------- | ------------ | --------------- | ----------------------------------------------------------------------------------------- | --- |
| «Піонер-0» («Тор-Ейбл-1»)                       | 17.08.1958   | «Тор-Ейбл»      | Фото поверхні Місяця.                                                                     | Ракета-носій вибухнула на 77-й секунді польоту. |
| «Піонер-1» («Тор-Ейбл-2»)                       | 11.10.1958   | «Тор-Ейбл»      | Фото поверхні Місяця.                                                                     | Третя ступінь ракети-носія не розігнала апарат до потрібної швидкості, згорання в атмосфері Землі після 43 годин польоту.                                          |
| «Піонер-2» («Тор-Ейбл-3»)                       | 08.11.1958   | «Тор-Ейбл»      | Фото поверхні Місяця.                                                                     | Збій при запуску третьої ступені ракети-носія, згорання в атмосфері Землі.                                                                                         |
| «Піонер-3»                                      | 06.12.1958   | «Джуно-2»       | Дослідження Місяця з пролітної траєкторії.                                                | Перший ступінь ракети-носія вимкнувся достроково, апарат не досяг другої космічної швидкості й згорів у атмосфері Землі. Відкрив зовнішній радіаційний пояс Землі. |
| «Піонер-4»                                      | 03.03.1959   | «Джуно-2»       | Дослідження Місяця з пролітної траєкторії.                                                | Проліт повз Місяць на відстані 60 000 км від поверхні. Нині — штучна планета.                                                                                      |
| «Піонер П-1» («Атлас-Ейбл-4 Ей»)                | 24.09.1959   | «Атлас-Сі Ейбл» | Дослідження Місяця з орбіти.                                                              | Вибух під час випробування ракети-носія. |
| «Піонер П-3» («Атлас-Ейбл-4», «Атлас-Ейбл-4Бі») | 26.11.1959   | «Атлас-Ді Ейбл» | Дослідження Місяця з орбіти.                                                              | Знищений тиском повітря внаслідок збою при запуску. |
| «Піонер-5» («Піонер П-2», «Тор-Ейбл-4»)         | 11.03.1960   | «Тор-Ейбл»      | Дослідження міжпланетного простору між Землею і Венерою.                                  | Виявив міжпланетні магнітні поля. |
| «Піонер Пі-30» («Атлас-Ейбл-5 Ей»)              | 25.09.1960   | «Атлас-Ді Ейбл» | Дослідження Місяця з орбіти.                                                              | Не вийшов на орбіту Місяця, можливо, впав на Землю. |
| «Піонер П-31» («Атлас-Ейбл-5 Бі»)               | 15.12.1960   | «Атлас-Ді Ейбл» | Дослідження Місяця з орбіти.                                                              | Вибух ракети-носія на 68-й секунді польоту. |
| «Піонер-6» («Піонер-Ей»)                        | 16.12.1965   | «Дельта-І»      | Дослідження Сонця і міжпланетного простору.                                               | Запущено на орбіту навколо Сонця із середнім радіусом 0,8 .а. о. Досі працює.                                                                                      |
| «Піонер-7» («Піонер-Бі»)                        | 17.08.1966   | «Дельта-І»      | Дослідження Сонця і міжпланетного простору.                                               | Запущено на орбіту навколо Сонця з середнім радіусом 1,1 .а. о. Досі працює.                                                                                       |
| «Піонер-8» («Піонер-Сі»)                        | 13.12.1967   | «Дельта-І»      | Дослідження Сонця і міжпланетного простору.                                               | Запущено на орбіту навколо Сонця з середнім радіусом 1,1 .а. о. Досі працює.                                                                                       |
| «Піонер-9» («Піонер-Ді»)                        | 8.11.1968    | «Дельта-І»      | Дослідження Сонця і міжпланетного простору.                                               | Запущено на орбіту навколо Сонця з середньою відстанню від Сонця 0,8 .а. о. Припинив працювати в 1983 році.                                                        |
| «Піонер-І»                                      | 27.08.1969   | «Дельта-І»      | Дослідження Сонця і міжпланетного простору.                                               | Ракета-носій знищена під час запуску системою безпеки внаслідок збою в гідравлічній системі першого ступеня.                                                       |
| «Піонер-10» («Піонер-Ф»)                        | 3(2).03.1972 | «Атлас-Центавр» | Дослідження Юпітера з пролітної траєкторії, дослідження міжзоряного середовища.           | Перший апарат, який досяг третьої космічної швидкості. Нині рухається в бік Альдебарана.                                                                           |
| «Піонер-11» («Піонер-Джі»)                      | 6(5).04.1973 | «Атлас-Центавр» | Дослідження Юпітера і Сатурна з пролітної траєкторії, дослідження міжзоряного середовища. | Нині рухається до сузір'я Щит. |
| «Піонер-Ейч»                                    | —            | —               | Вивчення Сонця і Юпітера з-за меж екліптики.                                              | Подібний до «Піонера-10» і «Піонера-11». Запуск скасовано. |
| «Піонер-Венера-1» («Піонер-12»)                 | 20.05.1978   | «Атлас-Центавр» | Дослідження Венери з радіолокаційним картографуванням.                                    | Працював на орбіті Венери до 20 серпня 1992 року. |
| «Піонер-Венера-2» («Піонер-13»)                 | 8.08.1978    | «Атлас-Центавр» | Дослідження атмосфери Венери.                                                             | Доставив на поверхню Венери чотирьох апаратів приземлення. Згорів в атмосфері Венери 12 вересня 1979 року після скидання апаратів.                                 |